# Krzysztof Władysław Czajewski
Krzysztof Władysław Czajewski herbu Świnka – ciwun Dyrwian Małych w latach 1671–1691, skarbnik żmudzki w latach 1663–1672.
W 1674 roku był elektorem Jana III Sobieskiego z Księstwa Żmudzkiego.